# Lijst van voetbalinterlands Bosnië en Herzegovina - Polen
Deze lijst van voetbalinterlands is een overzicht van alle officiële voetbalwedstrijden tussen de nationale teams van Bosnië en Herzegovina en Polen. De landen speelden tot op heden vier keer tegen elkaar. De eerste ontmoeting, een vriendschappelijke wedstrijd, werd gespeeld in Antalya (Turkije) op 10 december 2010. Het laatste duel, een groepswedstrijd tijdens de UEFA Nations League 2020/21, vond plaats op 14 oktober 2020 in Wrocław.

## Wedstrijden
| № | Plaats  | Datum            | Competitie                  | Wedstrijd                     | Uitslag |
| - | ------- | ---------------- | --------------------------- | ----------------------------- | ------- |
| 1 | Antalya | 10 december 2010 | Vriendschappelijk           | Polen – Bosnië en Herzegovina | 2 – 2   |
| 2 | Antalya | 16 december 2011 | Vriendschappelijk           | Polen – Bosnië en Herzegovina | 1 – 0   |
| 3 | Zenica  | 7 september 2020 | UEFA Nations League 2020/21 | Bosnië en Herzegovina – Polen | 1 – 2   |
| 4 | Wrocław | 14 oktober 2020  | UEFA Nations League 2020/21 | Polen – Bosnië en Herzegovina | 3 – 0   |

## Samenvatting
| Competitie          | Totaal gespeeld | Winst Bosnië en Her. | Gelijk | Winst Polen | Doelsaldo Bosnië en Her. – Polen |
| ------------------- | --------------- | -------------------- | ------ | ----------- | -------------------------------- |
| UEFA Nations League | 2               | 0                    | 0      | 2           | 1 − 5                            |
| Vriendschappelijk   | 2               | 0                    | 1      | 1           | 2 − 3                            |
| Totaal              | 4               | 0                    | 1      | 3           | 3 − 8                            |

Wedstrijden bepaald door strafschoppen worden, in lijn met de FIFA, als een gelijkspel gerekend.

## Details

### Eerste ontmoeting
| Vriendschappelijk (Antalya, Turkije, 10 december 2010): |       |                                                   |
| Polen                                                   | 2 – 2 | Bosnië en Herzegovina                             |
| Paweł Brożek 7' Paweł Brożek 52'                        | goals | 23' Muhamed Subašić 55' (pen.) Zvjezdan Misimović |

### Tweede ontmoeting
| Vriendschappelijk (Antalya, Turkije, 16 december 2011): |       |                       |
| Polen                                                   | 1 – 0 | Bosnië en Herzegovina |
| Waldemar Sobota 27'                                     | goals |                       |